# Kees Slot
Kees Slot (Amsterdam, 14 mei 1909 – 3 december 1962) was een Nederlands voetballer die als verdediger speelde.

## Interlandcarrière
Op 31 maart 1940 speelde Slot onder leiding van bondscoach Robert Glendenning zijn enige wedstrijd in het Nederlands voetbalelftal, een vriendschappelijke wedstrijd tegen Luxemburg. In Stadion Feijenoord eindigde de wedstrijd, bezocht door ruim 30.000 toeschouwers, in een 4–5 nederlaag.
| Interlands van Kees Slot | Interlands van Kees Slot | Interlands van Kees Slot | Interlands van Kees Slot | Interlands van Kees Slot | Interlands van Kees Slot |
| №                        | Datum                    | Wedstrijd                | Uitslag                  | Competitie               | Doelpunten               |
| Als speler bij Blauw-Wit | Als speler bij Blauw-Wit | Als speler bij Blauw-Wit | Als speler bij Blauw-Wit | Als speler bij Blauw-Wit | Als speler bij Blauw-Wit |
| ------------------------ | ------------------------ | ------------------------ | ------------------------ | ------------------------ | ------------------------ |
| 1.                       | 31 maart 1940            | Nederland – Luxemburg    | 4 – 5                    | Vriendschappelijk        | 0                        |